# استان شمال
استان شمال یکی از ۶ استان کشور ایران بود که در ۱۶ آبان ۱۳۱۶ خورشیدی، با اصلاح قانون تقسیمات کشوری تشکیل گردید. این استان شامل ۱۳ شهرستان گیلان، تنکابن، مازندران، گرگان، تهران، قزوین، قم و ساوه، کاشان، اصفهان، عراق، گلپایگان و محلات، خمسه، سمنان و دامغان بود. این تقسیم‌بندی تنها اندکی بیش از ۲ ماه و در فاصلۀ ۱۶ آبان ۱۳۱۶ تا ۱۹ دی ۱۳۱۶ برقرار بود و از آن تاریخ جای خود را به تقسیم‌بندی ۱۰ استانی تازه‌ای داد.

## شهرستان‌ها
| ردیف | شهرستان        | دهستان‌های تابعۀ بخش                          | مرکز            |
| ---- | -------------- | -------------------------------------------- | --------------- |
| ۱    | گیلان          | ۱- حومه، فومنات، صومعه‌سرا، لشته‌نشا، کوچصفهان | کوچصفهان        |
| ۱    | گیلان          | ۲- لاهیجان، رانکوه، ده‌شال                    | لاهیجان         |
| ۱    | گیلان          | ۳- پهلوی، چهار فریضه، خمام، گسگر             | پهلوی           |
| ۱    | گیلان          | ۴- رحمت‌آباد، رودبار، سیاه‌کل، دیلمان، عمارلو  | رودبار          |
| ۲    | قزوین          | ۱- دشتابی، رامند، افشاریه، اقبال، بشاریات    | قزوین           |
| ۲    | قزوین          | ۲- دودانگه                                   | نهاوند          |
| ۲    | قزوین          | ۳- زهرا                                      | صدرآباد         |
| ۲    | قزوین          | ۴- رودبار، الموت                             | گازرخان         |
| ۲    | قزوین          | ۵- خرقان                                     | آوج             |
| ۲    | قزوین          | ۶- قاقازان، قهابه، فشگل‌دره                   | کوئین           |
| ۳    | قم و ساوه      | ۱- قنوات، اراضی، اردهان، قهستان              | قهستان          |
| ۳    | قم و ساوه      | ۲- خلجستان                                   | دستجرد          |
| ۳    | قم و ساوه      | ۳- ساوه زرند                                 | ساوه            |
| ۳    | قم و ساوه      | ۴- وفس، بزچلو                                | وفس             |
| ۴    | کاشان          | ۱- کاشان، پشت مشهد، کویرات                   | کاشان           |
| ۴    | کاشان          | ۲- جوشقان                                    | میمه            |
| ۴    | کاشان          | ۳- نطنز                                      | نطنز            |
| ۵    | اصفهان         | ۱- ماربین، لنجان، براآن، برخوارجی            | لنجان           |
| ۵    | اصفهان         | ۲- نجف‌آباد، کرون، عربستان دهق                | طهران           |
| ۵    | اصفهان         | ۳- چهارمحال، ییلاق، بختیاری                  | شهرکرد          |
| ۵    | اصفهان         | ۴- اردستان، مهاباد، کوهپایه، رودشتین         | اردستان         |
| ۵    | اصفهان         | ۵- شهرضا، سمیرم، جرقویه                      | شهرضا           |
| ۵    | اصفهان         | ۶- فریدن، مکوئی                              | داران سلطان‌آباد |
| ۶    | عراق           | ۱- فراهان، شراه، مشک‌آباد، قره‌کهریز           | فراهان          |
| ۶    | عراق           | ۲- کزاز، سرابند                              | سربند           |
| ۶    | عراق           | ۳- آشتیان، تفرش، رودبار                      | طرخوران         |
| ۶    | عراق           | ۴- گرگان‌رود، اسالم، طوالش                    | گرگان‌رود        |
| ۷    | تنکابن         | ۱- شهسوار، رامسر، رودسر                      | شهسوار          |
| ۷    | تنکابن         | ۲- نوشهر، کچور، کلارستاق                     | نوشهر           |
| ۷    | تنکابن         | ۳- لنگرود                                    | لنگرود          |
| ۸    | مازندران       | ۱- ساری، اشرف، هزارجریب                      | ساری            |
| ۸    | مازندران       | ۲- بابلسر، بابل                              | بابل            |
| ۸    | مازندران       | ۳- آمل، نور                                  | آمل             |
| ۸    | مازندران       | ۴- شاهی، سوادکوه، بابل‌کنار                   | شاهی            |
| ۸    | مازندران       | ۵- فیروزکوه                                  | فیروزکوه        |
| ۹    | گرگان          | ۱- گرگان، رستاق، شاه‌کوه، ساوور               | گرگان           |
| ۹    | گرگان          | ۲- انزان، سدن رستاق                          | بندر گز         |
| ۹    | گرگان          | ۳- کتول، فندرسک                              | رامیان          |
| ۹    | گرگان          | ۴- دشت گرگان، جعفربای، آتابای                | گنبد قابوس      |
| ۱۰   | طهران          | ۱- شمیران، کن                                | کن              |
| ۱۰   | طهران          | ۲- لواسانات                                  | افجه            |
| ۱۰   | طهران          | ۳- غار، فشاپویه                              | عبدالعظیم       |
| ۱۰   | طهران          | ۴- ساوجبلاغ، طالقان                          | ینگی‌امام        |
| ۱۰   | طهران          | ۵- شهریار                                    | علی‌شاه‌عوض       |
| ۱۰   | طهران          | ۶- ورامین                                    | شهر ورامین      |
| ۱۰   | طهران          | ۷- خوار، ایوانکی                             | قشلاق           |
| ۱۰   | طهران          | ۸- دماوند                                    | دماوند          |
| ۱۱   | گلپایگان       | ۱- گلپایگان، خوانسار                         | گلپایگان        |
| ۱۱   | گلپایگان       | ۲- کمره                                      | خمین            |
| ۱۱   | گلپایگان       | ۳- محلات                                     | دلیجان          |
| ۱۲   | خمسه           | ۱- زنجان‌رود، سلطانیه                         | زنجان           |
| ۱۲   | خمسه           | ۲- ابهررود، خررود                            | ابهر            |
| ۱۲   | خمسه           | ۳- ایجرود، سجاسرود، بزینه‌رود، خدابنده‌لو      | کرسف            |
| ۱۲   | خمسه           | ۴- انگوران، اوریاد، غنی، بیگلو               | ماه‌نشان         |
| ۱۲   | خمسه           | ۵- طارم علیا و سفلی                          | طارم            |
| ۱۳   | سمنان و دامغان | ۱- سمنان و توابع، طرود، جام، دوزهیر          | سمنان           |
| ۱۳   | سمنان و دامغان | ۲- سنگسر و شهمیرزاد                          | سنگسر           |
| ۱۳   | سمنان و دامغان | ۳- دامغان و توابع                            | دامغان          |